# Referéndum sindical de Venezuela de 2000
El referéndum sindical de Venezuela de 2000 o Consulta sobre la Renovación de la dirigencia sindical fue un evento comicial que se realizó en Venezuela el domingo 3 de diciembre de 2000, con el fin de consultar a la población sobre la conveniencia o no de reemplazar los dirigentes de los sindicatos del país. Fue el tercer referéndum nacional convocado desde 1999 tras el referéndum sobre la convocatoria de una Asamblea Nacional Constituyente de 1999 y el referéndum aprobatorio de la Constitución de 1999, por iniciativa del presidente Hugo Chávez y fue rechazado por sectores opositores, partidos tradicionales y sindicatos adversos a su gobierno. Finalmente, con una abstención situada en 76,50 % del censo, el referéndum fue aprobado con 62 % de los votos a favor.

## Pregunta para el referendo
"¿Está usted de acuerdo con la renovación de la dirigencia sindical, en los próximos 180 días bajo estatuto comicial elaborado por el Poder Electoral conforme con los principios de la alternabilidad y elección universal, directa y secreta, consagrados en el artículo 95 de la Constitución Bolivariana de Venezuela, y que se suspendan durante ese lapso en sus funciones los directivos de la Centrales, Federaciones y Confederaciones sindicales establecidas en el país?"

- SÍ
- NO

## Resultados oficiales
Los resultados dados a conocer por el Consejo Nacional Electoral de Venezuela, fueron mayoritarios para el sí, por más del 62 %, sin embargo la abstención se situó en el 76,50 % del censo.
| Pregunta | Opción Sí       | SÍ     | Opción No     | NO     | Votos Nulos | Nulos  |
| -------- | --------------- | ------ | ------------- | ------ | ----------- | ------ |
| Única    | 1.632.750 votos | 62,02% | 719.771 votos | 27,34% | 280.002     | 10,64% |

|                          | Cifra      | %      |
| ------------------------ | ---------- | ------ |
| Censo electoral          | 11.202.214 | 100%   |
| Total de votos           | 2.632.523  | 23,50% |
| Total de votos válidos   | 2.352.521  | 89,36% |
| Total de votos inválidos | 280.002    | 10,64% |
| Abstención               | 8.569.691  | 76,50% |